# Heteropalpia vetusta
Heteropalpia vetusta là một loài bướm đêm trong họ Erebidae.